# Мокободи
Мокободи (або Мокобави, пол. Mokobody) — село в Польщі, у гміні Мокободи Седлецького повіту Мазовецького воєводства. Населення — 1677 осіб (2011).

## Історія
1513 року вперше згадується православна церква в Мокободах. Мокободи були одним з найзахідніших сіл, де існувала греко-католицька церква, яка належала до Володимирсько-Берестейської єпархії. Церква припинила діяти як греко-католицька до першої половини ХІХ століття.
У 1975—1998 роках село належало до Седлецького воєводства.

## Населення
Демографічна структура станом на 31 березня 2011 року:
|          | Загалом | Допрацездатний вік | Працездатний вік | Постпрацездатний вік |
| -------- | ------- | ------------------ | ---------------- | -------------------- |
| Чоловіки | 885     | 208                | 584              | 93                   |
| Жінки    | 792     | 166                | 478              | 148                  |
| Разом    | 1677    | 374                | 1062             | 241                  |